# Mitsumasa Yonai
Mitsumasa Yonai (米内光政 Yonai Mitsumasa?,  Morioka, 2 de marzo de 1880 - Tokio, 20 de abril de 1948) fue un almirante de la Marina Imperial Japonesa, político y 37.º primer ministro de Japón (16 de enero de 1940 - 22 de julio de 1940).

## Primeros años y carrera naval
Nació en la ciudad de Morioka, prefectura de Iwate siendo el primer hijo de un antiguo samurái vasallo al clan Nambu del Morioka-han. Se graduó en la vigesimonovena promoción de la Academia Naval Imperial Japonesa en 1901, en el puesto 68 de 115 cadetes. Tras servir de guardiamarina en la corbeta Kongō y en el crucero Tokiwa, fue nombrado alférez en enero de 1903. Ocupó cargos administrativos casi hasta el final de la guerra ruso-japonesa de 1904-1905, cuando volvió a embarcarse, en el destructor Inazuma y en el crucero Iwate.
Luego de la guerra, fungió como oficial jefe de artillería en el crucero Niitaka, en el acorazado Shikishima y en el crucero Tone.
Después de ascender a teniente coronel en diciembre de 1912, se graduó del Academia Naval de Guerra y fue destinado a Rusia en calidad de agregado naval durante la Primera Guerra Mundial. Mientras estaba en el extranjero, fue promovido a comandante. Tras el fin del imperio, se le ordenó que regresase a Japón. Posteriormente se le nombró segundo oficial del acorazado Asahi.
Alcanzó el grado de capitán en diciembre de 1920 y posteriormente fue agregado naval en Polonia entre 1921 y 1922.
Al regresar a Japón, fue capitán de los cruceros Kasuga (1922-1923) Iwate (1923-1924) y de los acorazados Fusō (1924) y Mutsu (1924-1925). Yonai fue promovido a contraalmirante el 1 de diciembre de 1925.
También fue jefe de la Tercera Sección de la Oficina General de la Marina Imperial Japonesa en diciembre de 1926. Dentro de esta institución, fungió en el Consejo Técnico del Departamento Técnico de la Marina.
Fue nombrado jefe de la Primera Flota Expedicionaria al río Yangtze en China en diciembre de 1928. Tras el éxito de su misión, fue ascendido a vicealmirante en diciembre de 1930 y se le otorgó un puesto de mando en el Distrito de Guardia de Chinaki en Corea. Seguidamente, se le dio el mando de la Tercera Flota en diciembre de 1932. A continuación, mandó el Distrito Naval de Sasebo a partir de noviembre de 1933, estuvo al mando de la Segunda Flota desde noviembre de 1934 y dirigió el Distrito Naval de Yokosuka desde diciembre de 1935. Luego fue nombrado jefe de la Flota Combinada y la Primera Flota en diciembre de 1936.

## Ministro de Marina y primer ministro (1937-1941)

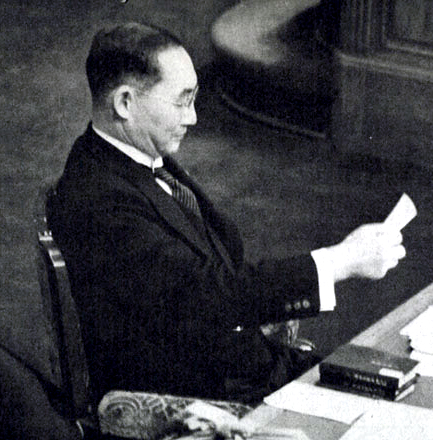
Mitsumasa Yonai leyendo un memorando en la Dieta (febrero de 1940).

Ascendió a almirante en abril de 1937 y aceptó la cartera de Marina en el gabinete del primer ministro Senjūrō Hayashi en febrero del mismo año. Mantuvo el cargo durante el primer gabinete de Fumimaro Konoe y en el de Kiichiro Hiranuma, hasta julio de 1939.
Aprobó el envío de infantes de marina a Shanghái tras el incidente del Puente de Marco Polo, medida que recrudeció los combates que finalmente se transformaron en guerra entre el imperio y China.
Cuando Nobuyuki Abe tomó posesión como primer ministro, Yonai permaneció en el Consejo Supremo de Guerra. Como ministro, estuvo muy preocupado por la creciente tensión entre Japón y el Reino Unido y los Estados Unidos, en momentos en que el Ejército Imperial Japonés estaba avanzando sobre China. Sus esfuerzos por promover la paz lo hicieron impopular entre los extremistas ultranacionalistas y fue objetivo de varios intentos de asesinato. Sin embargo, Yonai apoyaba la construcción de acorazados clase Yamato en un esfuerzo de mantener un equilibrio con las dos superpotencias navales, Gran Bretaña y Estados Unidos. Se opuso a toda medida de desarme y dio su permiso para el comienzo del cuarto plan de rearme de la Armada.
En el duro debate que mantuvieron los jefes militares sobre si Japón debía unirse a la Alemania nazi y a la Italia fascista, encabezó la oposición frontal a la alianza, apoyado por sus dos hombres de confianza, el viceministro de Marina, el almirante Isoroku Yamamoto, y el jefe de Asuntos Militares del Ministerio, el vicealmirante Shigeyoshi Inoue. Los tres estaban convencidos de que la alianza con las potencias fascistas europeas conduciría a la guerra con Estados Unidos y con Gran Bretaña, una guerra que la Armada japonesa no estaba preparada para ganar. Así lo manifestó Yonai en la tensa reunión del gobierno de agosto de 1939 en la que se trató la cuestión —el emperador Hirohito, que compartía el punto de vista de Yonai, comentó «Gracias a la Armada, nuestro país se ha salvado»—. En realidad, Yonai no era contrario a la alianza con las potencias del Eje, sino a que estas arrastrasen a Japón a la guerra cuando todavía no estaba preparado para ello; en consecuencia, se ofreció a unirse a la alianza siempre que el imperio fuese libre de elegir el momento de entrar en guerra con las potencias rivales, condición que Hitler rechazó.
Yonai temió ser víctima de un atentado perpetrado por los sectores ultranacionalistas, como ya había sucedido antes, y preocupado también de que pudiera sucederle lo mismo a su viceministro, el almirante Yamamoto, lo alejó de Tokio, nombrándolo ese mismo mes de agosto jefe de la Flota Combinada, a pesar de que Yamamoto insistía en seguir en el Ministerio. También nombró para un puesto alejado de la capital al vicealmirante Inoue, que era un declarado antinazi pues había leído Mein Kampf en alemán y conocía los comentarios despreciativos sobre Japón que aparecían en el libro y que habían sido suprimidos en la traducción al japonés. Apoyaba la expansión japonesa en el sureste asiático, pero de manera lenta hasta que hubiesen concluido los programas de rearme que por entonces estaban en marcha. En consecuencia, aprobó la ocupación de Hainan, que se verificó en febrero de 1939.
El emperador Hirohito lo nombró primer ministro de Japón en enero de 1940, pero esto no arredró a los militares pro-Eje, integrados por la práctica totalidad de los altos mandos del Ejército Imperial Japonés y por un sector de la Armada cada vez más numeroso conforme se iban produciendo los éxitos de Hitler en la guerra en Europa. Los defensores del futuro Pacto Tripartito creían que la alianza con las potencias europeas del Eje obligaría al Reino Unido a dejar de apoyar a China en la segunda guerra sino-japonesa, iniciada en 1937. Además descartaban la intervención de Estados Unidos porque, como dijo el contralmirante Takazumi Ika, «históricamente aislacionista, Estados Unidos no intentaría hacer frente a la poderosa alianza germano-italo-japonesa poniéndose del lado de Gran Bretaña, que ya está en declive». Unas ideas que Yonai y sus aliados Yamamoto e Inoue consideraban completamente irreales. Durante su gobierno se instaló el fallido Gobierno nacionalista de Nankín.
Cuando se produjo la rendición de Francia en junio de 1940 arreció la campaña en su contra y al mes siguiente el ministro de la Guerra Shunroku Hata dimitió, negándose el Ejército a proponer un sustituto lo que significaba la disolución inmediata del gobierno. Así que Yonai se vio obligado a renunciar al cargo de primer ministro, siendo sustituido por el príncipe Fumimaro Konoe, que ya había estado al frente del gobierno cuando comenzó en 1937 el Incidente de China, eufemismo con el que se conocía a la segunda guerra sino-japonesa. Dos meses después, el 27 de septiembre de 1940, se firmaba el Pacto Tripartito.

## Actividades posteriores
Hacia el final de la Segunda Guerra Mundial, Yonai fue nombrado vice primer ministro y posteriormente ministro de la Marina en el gabinete de Kuniaki Koiso formado el 22 de julio de 1944, regresando así al servicio activo después de haber estado en la reserva.
Se mantuvo como ministro durante la presidencia de Kantarō Suzuki. En las semanas previas a la rendición de Japón, apoyó al primer ministro Suzuki y al ministro de Asuntos Exteriores Shigenori Tōgō, que deseaban suscribir la Declaración de Potsdam, a lo que se oponían el ministro de Guerra Korechika Anami, el almirante Soemu Toyoda y el general Yoshijirō Umezu.
Permaneció como ministro de Marina en los gabinetes de los primeros ministros Higashikuni Naruhiko y Kijuro Shidehara a partir de agosto de 1945, y presidió la disolución final de la Armada Imperial Japonesa.
Tuvo un papel importante durante los Juicios de Tokio, en los que abogó por la absolución del emperador. Después de la guerra, Yonai dedicó el resto de su vida a la reconstrucción de Japón.
Toda su vida padeció hipertensión arterial, pero falleció por neumonía en 1948 a la edad de 68 años. Su tumba está localizada en su ciudad natal de Morioka.
Entre sus condecoraciones están la Orden del Milano Dorado (primera clase) y el Gran Cordón de la Orden del Sol Naciente.